# Colaspoides pseudodiffinis
Colaspoides pseudodiffinis is een keversoort uit de familie bladkevers (Chrysomelidae). De wetenschappelijke naam van de soort werd in 2004 gepubliceerd door Medvedev.